# أوستين إف. كاشمان
أوستين إف. كاشمان (بالإنجليزية: Austin F. Cushman)‏ هو مهندس ومخترع أمريكي، ولد في 18 يونيو 1830، وتوفي في 29 نوفمبر 1914.